# Villa de Madrid (buque)
La Fragata de hélice Villa de Madrid fue un buque con casco de madera de construcción mixta, con baos, busardas y diagonales de hierro, y propulsión a vapor de la Armada Española. Recibió su nombre en honor al alzamiento del pueblo de Madrid contra los invasores franceses del 2 de mayo de 1808, y cuyo nombre de advocación era Nuestra Señora de Atocha, siguiendo la costumbre de los buques de la Armada Española de la época, de que aquellos buques con un nombre no religioso, debían portar otro que sí lo fuera.

## El buque
Se ordenó su construcción por Real Orden de 30 de septiembre de 1860, y se inició en el Arsenal de la Carraca (Cádiz) el 3 de noviembre del mismo año. Fue botada en presencia de la reina Isabel II con el nombre de Nuestra Señora de Atocha el 7 de octubre de 1862, tras un primer intento fallido dos días antes.
Entre el 17 de marzo de 1863 y el 15 de julio de 1863 se le instaló la maquinaria y se forraron sus fondos de cobre. Las pruebas de mar se realizaron el 6 de noviembre de 1863.
En su mascarón de proa llevaba el escudo municipal de Madrid, con el oso y el madroño. Su coste total fue de 5.636.975 de pesetas.

## Historial
El 12 de noviembre de 1863 entró en servicio, y su primera misión fue llevar un batallón de Infantería de Marina a La Habana, tras lo cual regresó a Cádiz.
El 6 de septiembre de 1864 zarpó de Cádiz rumbo a Montevideo, Uruguay, donde se unió a las fragatas de hélice Blanca y Berenguela, con las que atravesó el estrecho de Magallanes y se unieron en diciembre del mismo año a la Escuadra del almirante José Manuel Pareja en las islas Chincha. 
Al mando del Capitán de Navío Claudio Alvargonzález Sánchez, participó con la escuadra del almirante Casto Méndez Núñez en el Combate de Abtao, el bombardeo de Valparaíso y en el Combate del Callao, donde tuvo 27 bajas.
Retornó a Cádiz el 4 de noviembre de 1866, con un recibimiento jubiloso por parte de autoridades y el pueblo.
Permaneció fondeada en Civitavecchia durante el asalto a Roma de Garibaldi, por si el Papa se veía obligado a huir, tras lo cual regresó a Cartagena a finales de 1867.
Transportó a la Infanta Doña Isabel, su esposo el conde de Girgenti y sus hermanos, refugiados en España desde 1861, de vuelta a Italia, en la primavera de 1868. En julio de 1868 llevó al Duque de Montpensier y su familia al destierro a Lisboa, a donde arribó el 3 de agosto de 1868.
Pasó luego destinada a San Sebastián por estar allí la Corte, y fondeó en Cádiz a finales de agosto para rearmarse con 20 cañones de 200 mm lisos en batería, y 10 rayados de 160 mm. 
Participó en la Gloriosa de septiembre de 1868, uniéndose a los buques sublevados en Cádiz. El 25 de septiembre de 1868, zarpó desde Cádiz para visitar Algeciras, Ceuta, Málaga, Cartagena, Valencia y Barcelona.
Se incorporó posteriormente a la Escuadra del Mediterráneo al mando del brigadier de la Armada Antequera. En esta época, permaneció fondeada en Santa Pola.
En 1870, formando escuadra junto a la Numancia y la Vitoria bajo el mando del contraalmirante Rafael Rodríguez de Arias, fue a Italia a recoger al nuevo monarca Amadeo I. En el viaje de ida enarboló el estandarte real sin haber rey a bordo. Fue la primera y única vez en la historia de España que esto ha ocurrido. 
El 30 de julio de 1873, se unió al Cantón de Cartagena y fue abandonada por la mayor parte de su tripulación para gozar de los permisos concedidos por los cantonalistas. Tenía su máquina averiada, por lo que no participó en la defensa del Arsenal frente a la escuadra centralista del almirante Lobo más que de forma pasiva. 
Desde 1879 hasta 1884, fecha en que figuraba como desarmada, sirvió en la Escuadra de Instrucción, siendo dada de baja en 1884 y desguazada el mismo año.

## Curiosidades
- Su nombre se debía a un hecho acaecido un 2 de mayo, y su principal acción bélica transcurrió también un 2 de mayo.

- Se suele afirmar que una de sus anclas quedó como monumento en el Parque del Buen Retiro de Madrid y la otra enfrente al estanque de la Casa de Campo, aunque en realidad se tratan de anclas fundidas en 1930 por la metalurgia Vanzetti de Milán que serían montadas por los astilleros de Monfalcone en una serie de cruceros fabricados para la compañía Trasmediterránea, entre los cuales estaba el "Villa de Madrid" (Revista Oficial de Marina. Tomo N.º 240 2001 enero-junio)